# Et uheldigt Bad
Et uheldigt Bad er en dansk stumfilm fra 1910 produceret af Nordisk Films Kompagni. Filmens instruktør er ukendt. 